# Tom Clancy's H.A.W.X.
Tom Clancy's H.A.W.X. ("High Altitude Warfare eXperimental squadron") este un joc video, cu lupte aeriene, dezvoltat de Ubisoft România și publicat de Ubisoft pentru Microsoft Windows, Xbox 360 și PlayStation 3. A fost lansat în Statele Unite pe 6 martie 2009.
Acțiunea jocului are loc în timpul Tom Clancy's Ghost Recon Advanced Warfighter. Jocul se centrează asupra fostului pilot al US Air Force David Crenshaw, conducătorul echipei H.A.W.X., care cu ajutorul coechipierilor încearcă să prevină un atac terorist asupra Statelor Unite.
Demo-ul pentru Xbox 360 a fost lansat pe 11 februarie 2009, pentru PlayStation 3 pe 27 februarie 2009 și pentru Microsoft Windows pe 2 martie 2009. H.A.W.X. a primit comentarii mixte de la critici.

## Adrese externe
- Blog HAWX Arhivat în 2 mai 2009, la Wayback Machine.